# Михаил (Триандафиллидис)
Митрополи́т Михаи́л (греч. Μητροπολίτης Μιχαήλ Τριανταφυλλίδης; 1855, Рейздере, Измир — 9 ноября 1914, Каир) — архиерей Александрийской православной церкви, митрополит Птолемаидский (1908—1914).

## Биография
Родился в 1855 году в Рейздере.
Окончил богословскую школу Святого Креста в Иерусалиме и в 1890 году — Халкинскую богословскую школу, написав дипломную работу «Ότι το δόγμα περί ασπίλου συλλήψεως αγίας Άννης αντιφάσκει προς την Αγίαν Γραφήν και την διδασκαλίαν της Ορθοδόξου Εκκλησίας».
Проходил диаконское служение в Кринийской митрополии. Позднее служил проповедником Эфесской митрополии.
11 июля 1900 года был избран для рукоположения в сан епископа (в выборах в качестве кандидатов участвовали архимандрит Филофей (Михаилидис) и архимандрит Гервасий (Сараситис)).
23 июля 1900 года был хиротонисан во епископа Клавдиопольского, викария Константинопольской архиепископии. Хиротонию совершили: митрополит Веррийский Константий (Исаакидис), митрополит Силиврийский Константий (Захариадис) и митрополит Элефтерупольский Дионисий (Ставридис).
В декабре 1906 года перешёл в юрисдикцию Александрийской православной церкви и продолжал служить с тем же титулом, окормляя паству в Верхнем Египете.
3 августа 1908 года был избран митрополитом Птолемаидским.
Скончался 9 ноября 1914 года в Каире.